# Natural Zero+ -はじまりと終わりの場所で-
『Natural Zero+ -はじまりと終わりの場所で-』（ナチュラルゼロプラス はじまりとおわりのばしょで）は、2000年12月22日にフェアリーテールより発売された18禁恋愛アドベンチャーゲーム&アクセサリー集。

## 概要
Naturalシリーズ第3作。アドベンチャーゲームパートは妹を失った小説家が、妹の面影を持つ女性とともに取り壊し寸前のアパートに住み込んで仕事をするという設定。なお、このパート内で執筆されている小説には『Natural -身も心も-』と『Natural2 -DUO-』のキャラクターが登場する。
アクセサリーパートでは『Natural -身も心も-』、『Natural2 -DUO-』及び本作のキャラクターによるシステム音声や壁紙などを収録している。なお、本作発売後にゲーム雑誌やF&Cファンクラブの会報などでシークレットとなっているシステム音声15セットのパスワードが順次公開され、これらを入力することで計30種類のシステム音声を使用することができた。
ちなみに、くにたけみゆきがDOORS在籍時代に主題歌を歌った最後のタイトルである。

## 本作固有の登場人物
桜羽 章吾（さくらば しょうご）
主人公。最愛の妹を失って失意の底にいる官能小説家。姓名は名のみ変更可能。
柴崎 鞠乃（しばざき まりの）
声 - 草柳順子
主人公が住んでいるアパートの管理人。ネコと話ができる。『Natural2 -DUO-』に登場した柴崎彩音の妹。
桜羽 吉野（さくらば よしの）
声 - 本山友美
主人公の亡き妹。絵を描くことが好きで、CGモードではCGが増える度に、新しい絵を描いたという表現でプレイヤーに教えてくれる。
桃瀬 環（ももせ たまき）
声 - 室井あづさ
章吾担当の編集者。『Natural2 -DUO-』に登場した奈良橋翔馬や江崎日奈美は、先輩に当たる。
小端 愛（こばし あい）
声 - 金田まひる
元々は『Natural -身も心も-』のボイスドラマでのオリジナルキャラクター。

## スタッフ
- シナリオ - 素浪人、宮村優、ひろもりさかな
- 原画、イラスト - かつまれい、大橋薫、村上水軍、水城たくや、針玉ヒロキ、てくてく、内藤隆、たもりただぢ
- 音楽 - DOORS MUSIC ENTERTAINMENT

## 主題歌
- オープニング『Natural Generation』
- エンディング『はじまりと終わりの場所で』
  - 作詞 - 金杉肇、吉田文
  - 作曲 - 吉田文
  - 歌 - くにたけみゆき